# Yohana Goméz Camino
Yohana Goméz Camino   (San Pablo de los Montes, 20 de gener de 1994) és una futbolista espanyola que juga com a portera al RC Deportivo La Corunya de la Segona Divisió Femenina d'Espanya d'Espanya.

## Trajectòria
Va fer el seu debut esportiu en 2008, en el CDE Gálvez, equip en el qual va estar fins al 2012, any que va fitxar pel CD Guadamur. Després d'un any en l'equip va passar a probar el futbol sala, on va estar un any fins tronar al seu anterior equip.
La seva trajectòria amb el Club Esportiu TACON va permetre que el 13 de juliol de 2020 el Reial Madrid Club de Futbol anunciés el seu contracte per a la temporada 2020-21 per les seves destacades actuacions durant el passat curs. L'equip, que s'estrenava en la categoria després de fundar-se a inicis d'aquest mateix mes per la fusió per absorció del club taconero, va realitzar una forta aposta esportiva en jugadores nacionals de gran projecció entre les quals assentar el seu futur. El seu debut es va produir el 6 de gener a la Ciutat Esportiva de Valdebebas enfront de les veïnes del Madrid Club de Futbol Femení, després de substituir a la seva companya Missa Rodríguez en els minuts finals de la trobada.
Va abandonar el club al final de la temporada i es va incorporar al Rayo Vallecano de Madrid.
Després del descens del Rayo Vallecano de Madrid es va incorporar al RC Deportivo La Corunya a l'estiu de 2022.

## Clubs
| Club                          | País    | Any       |
| ----------------------------- | ------- | --------- |
| C. D. E. Gálvez               | Espanya | 2008-12   |
| C. D. Guadamur                | Espanya | 2012-13   |
| Almagro F. S. F.(futbol sala) | Espanya | 2013-14   |
| C. D. Guadamur                | Espanya | 2014-17   |
| C. D. TACON                   | Espanya | 2017-20   |
| Reial Madrid C. F.            | Espanya | 2020-21   |
| Rayo Vallecano de Madrid      | Espanya | 2021-22   |
| RC Esportiu La Corunya        | Espanya | 2022-Act. |